# Sony Xperia XZ2 Premium
Sony Xperia XZ2 Premium  — це смартфон на базі Android, який продавався та вироблявся Sony Mobile. Цей пристрій, що є частиною серії Xperia X, був анонсований громадськості 16 квітня 2018 року, з дисплеєм 4K HDR і подвійною камерою MotionEye™.
В Україні магазин ALLO відкрив передзамовлення на смартфон вже 9 серпня 2018 року, тоді стало відомо що пристрій поступить у продажу 21 серпня за ціною 27 999 грн. Смартфон був доступний у двох кольорах: чорний і срібний.

## Дизайн
Xperia XZ2 Premium використовує дизайн «Ambient Flow». Він складається з металевої бічної рамки, металевого верхнього та нижнього країв, які разом складають корпус телефону, і стійких до подряпин передніх і вигнутих задніх скляних 2.5D панелей, виготовлених із Corning Gorilla Glass 5, що забезпечує симетричний і викривлений дизайн. Найбільш визначальною зміною в Xperia XZ2 Premium, а також у Xperia XZ2 і XZ2 Compact є розміщення камери на задній панелі. Тепер він симетрично розташований вище центру пристрою, а не у верхній лівій частині, як на попередніх смартфонах Xperia. Антена NFC розміщена вздовж системи потрійного розпізнавання зображень, модуля камер MotionEye і датчика відбитків пальців вже для всього світу, симетрично вирівняних біля верхньої центральної осі пристрою. На передній панелі розміщено покращені подвійні фронтальні стереодинаміки, один на верхній панелі разом із фронтальною камерою на 13 Мп, датчиком зовнішнього освітлення та наближення та світлодіодом сповіщень, а інший на нижній панелі в подовженій щілині вздовж краю скла і рами.
Розміри Xperia XZ2 Premium становлять 158 мм (6,2 дюйма) у висоту, з шириною 80 мм (3,1 дюйма) і товщиною 11,9 мм (0,47 дюйма) і вагою приблизно 236 г (8,3 унції).

## Технічні характеристики

### Апаратне забезпечення
Пристрій працює на базі Qualcomm Snapdragon 845, побудованим за 10-нм техпроцесом з 8 процесорами Kryo 385 (4x 2,7 ГГц і 4x 1,7 ГГц), 6 ГБ оперативної пам’яті LPDDR4X і використовує Adreno 630 для обробки графіки. Пристрій також має внутрішню пам’ять об’ємом 64 ГБ і поставляється у версіях з однією та двома SIM-картами, причому обидві з підтримкою LTE Cat. 16 із 3x агрегації носіїв, конструкція антени 4x4 MIMO із загальною кількістю 8 антен. Він також підтримує карту microSDXC об’ємом до 512 ГБ за допомогою гібридного слота двох-SIM.

### Дисплей
Xperia XZ2 Premium має дисплей 4K HDR, що робить його третім смартфоном з таким дисплеєм. Він сумісний з HDR10, але не підтримує Dolby Vision. 5,8-дюймовий (150 мм) IPS РК-екран має щільність пікселів 765 ppi при відтворенні в роздільній здатності 4K і оснащений дисплеєм Sony TRILUMINOS і мобільною технологією X-Reality.

### Камера
Xperia XZ2 Premium має технологію Triple Image Sensing, який появився з Xperia XZ як стандарт. Він складається з систем розпізнавання зображення (КМОН-сенсор з PDAF), датчика відстані (лазерний датчик автофокусування) і датчика кольору (RGBC-IR), а також гібридного автофокусу, який використовує фазове виявлення (PDAF) для фіксації фокусу на об’єкті протягом 0,03 секунди, а також включає виявлення фази та контрасту разом із прогнозованим відстеженням руху. Він також має лазерний датчик автофокусування для швидкого відстеження та фіксації фокусування на об’єкті, а також датчик кольору RGBC-IR (RedGreenBlueClear-InfraRed), який допомагає функціонувати баланс білого камери, надаючи додаткові дані про умови освітлення навколишнього середовища для камери. Присутній в камері SteadyShot з Intelligent Auto на додаток до п’ятиосьової стабілізації зображення за допомогою рухомої матриці, вперше побаченої в Xperia XZ. Motion Eye Dual Camera в Xperia XZ2 Premium також має Predictive Capture. Коли камера виявляє швидкий рух, камера автоматично робить максимум чотири фотографії до натискання кнопки спуску затвора, а потім дозволяє користувачеві вибрати найкращу. Це робиться без будь-якого втручання користувача і стає можливим завдяки тому ж вбудованому чипу оперативної пам’яті на сенсорі зображення, який використовується для зйомки суперповільних відео з частотою 960 кадрів в секунду.

### Батарея
Xperia XZ2 Premium живиться від незнімного акумулятора ємністю 3540 мА·г. Заряджання та передача даних здійснюється через порт USB-C з підтримкою USB 3.1 і бездротової зарядки Qi. Він також має вбудовану технологію адаптивної зарядки Qualcomm QuickCharge 3.0 і Qnovo. Це дозволяє пристрою контролювати електрохімічні процеси в елементі в режимі реального часу і відповідно коригувати параметри зарядки, щоб мінімізувати пошкодження елемента і продовжити термін служби акумулятора.

#### Battery Care
Xperia XZ2 також оснащений Battery Care, власним алгоритмом зарядки Sony, який керує процесом заряджання телефону за допомогою машинного навчання. Він розпізнає звички користувача щодо заряджання протягом певного періоду та автоматично підлаштовується під схему, наприклад, заряд протягом ночі, зупиняючи початкову зарядку приблизно до 80-90 відсотків, а потім продовжуючи її до повного завершення з того місця, де вона зупинилася наступного дня. Це ефективно запобігає непотрібному пошкодженню елементів батареї від надмірного тепла та струму через перезаряд, що ще більше збільшує термін служби батареї.

### Аудіо та інтерфейси
Xperia XZ2 Premium не має стандартного аудіороз’єму 3,5 мм, натомість, було покращено бездротове підключення аудіо разом із LDAC, технологією кодування аудіо, розробленою власноруч компанією Sony , що дозволяє передавати 24-розрядні файли. Аудіовміст високої роздільної здатності/96 кГц (Hi-Res) через Bluetooth зі швидкістю до 990 кбіт/с, що втричі швидше, ніж звичайні кодеки потокового аудіо, на сумісні аудіопристрої. Інші варіанти підключення включають Bluetooth 5 з aptX HD і Low Energy, NFC, антени 4x4 MIMO для швидкого Wi-Fi і швидкісного вивантаження/завантаження стільникового зв’язку, дводіапазонний Wi-Fi a/b/g/n/ac, Wi-Fi Direct, MirrorLink, трансляція екрана через Miracast і Google Cast, DLNA, GPS (з A-GPS), Галілео, GLONASS, і Бейдоу. Xperia XZ2 Premium, як і більшість смартфонів високого класу, не має FM-радіо.

## Програмне забезпечення
Sony Xperia XZ2 Premium був запущений з операційною системою Android 8.0 «Oreo», а також режимом економії заряду акумулятора Smart Stamina та власними мультимедійними додатками Sony . Оновлення відбувалося разом із іншими моделями XZ2 і XZ2 Compact. Так оновлення до Android 9.0 «Pie» відбулося в 7 листопада 2018 року . Останнє велике оновлення є Android 10.